# Hindu Love Gods
Hindu Love Gods foi uma banda americana de blues formada por todos os integrantes da banda R.E.M. (exceto Michael Stipe) e por Warren Zevon. O cantor Bryan Cook também fez parte da banda.

## Discografia
- Hindu Love Gods (1990) - Giant Records